# Thibau Nys
Thibau Nys (* 12. November 2002 in Bonheiden) ist ein belgischer Radrennfahrer, der auf der Straße und im Cyclocross aktiv ist.

## Sportlicher Werdegang

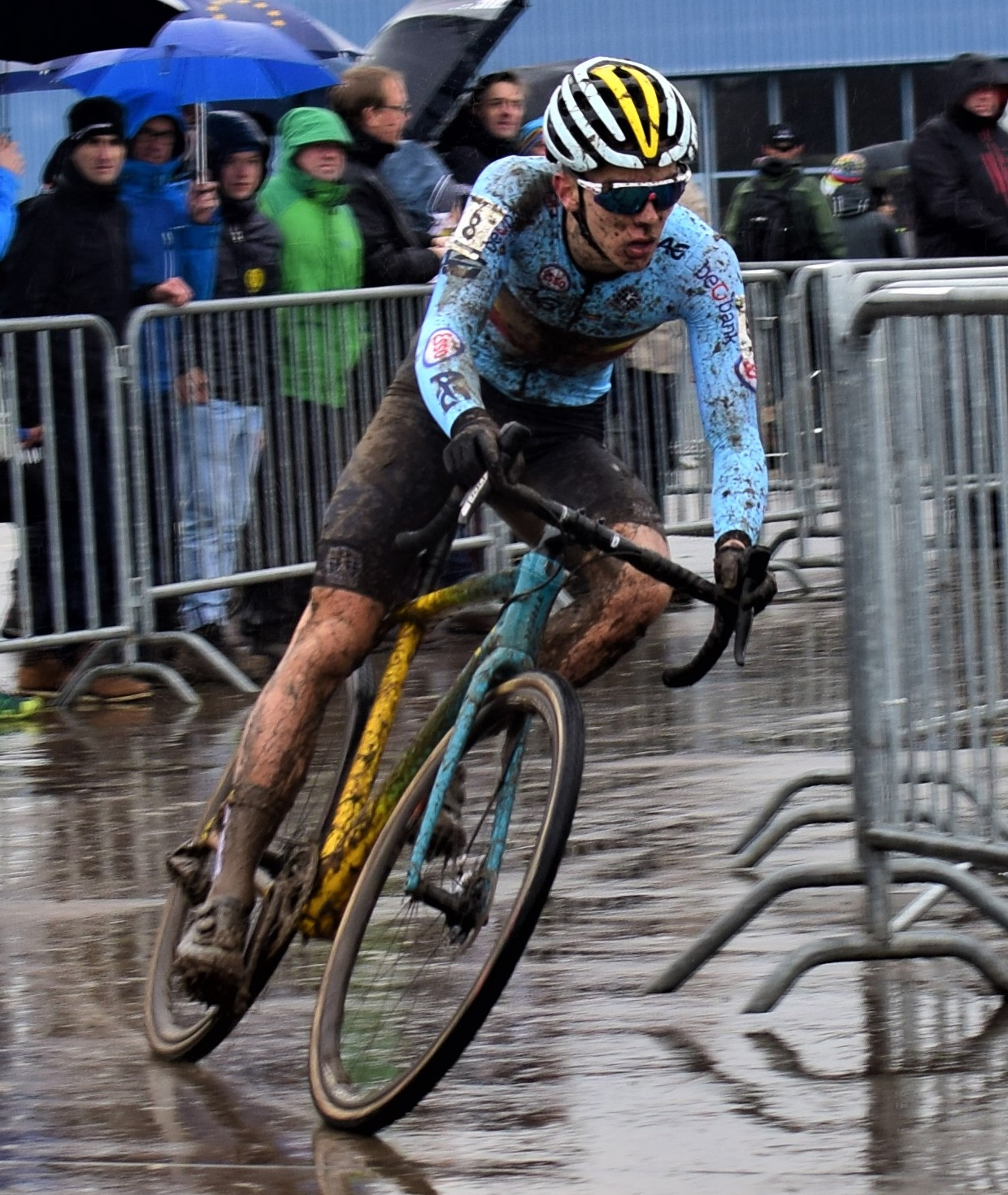
2020 wurde Thibau Nys in Dübendorf Cyclocross-Weltmeister der Junioren

### Frühe Jahre
Mit dem Radsport begann Nys im Alter von fünf Jahren im BMX-Rennsport und wechselte später zum Cyclocross. Im Alter von 17 Jahren gewann er sein erstes Cyclocross-Rennen. 2017 und 2018 wurde er Belgischer Meister bei den Novizen (Jugend). 2018/2019, in seiner ersten Saison als Junior, gewann er ein Weltcup-Rennen und die Bronzemedaille bei den Europameisterschaften. In der folgenden Saison war Nys der dominierende Cyclocrossfahrer im Juniorenbereich. Er schaffte das Triple aus Welt-, Europa- und nationalen Meisterschaften und gewann die Gesamtwertung im UCI-Cyclocross-Weltcup und im Superprestige.
Nach dem Wechsel in die U23 konnte Nys in der Saison 2020/2021 im Cyclocross nicht an seine Leistungen anknüpfen und keine zählbaren Erfolge erzielen. Er wurde auch nicht für die Weltmeisterschaften nominiert, was in Belgien zu einem öffentlichen Disput zwischen seinem Vater und dem belgischen Nationaltrainer Sven Vanthourenhout geführt hat.
Im Sommer 2021 nahm Nys an belgischen Straßenrennen teil, unter anderem auch an der Belgien-Rundfahrt. Nach seinem zweiten Platz im U23-Straßenrennen bei den belgischen Nationalmeisterschaften wurde er für die UEC-Straßen-Europameisterschaften 2021 nominiert und wurde dort überraschend U23-Europameister im Straßenrennen. Beim Flèche du Sud 2022 erzielte er mit dem Gewinn der Königsetappe seinen ersten Erfolg auf der UCI Europe Tour und legte damit auch den Grundstein für den Gewinn der Gesamtwertung.

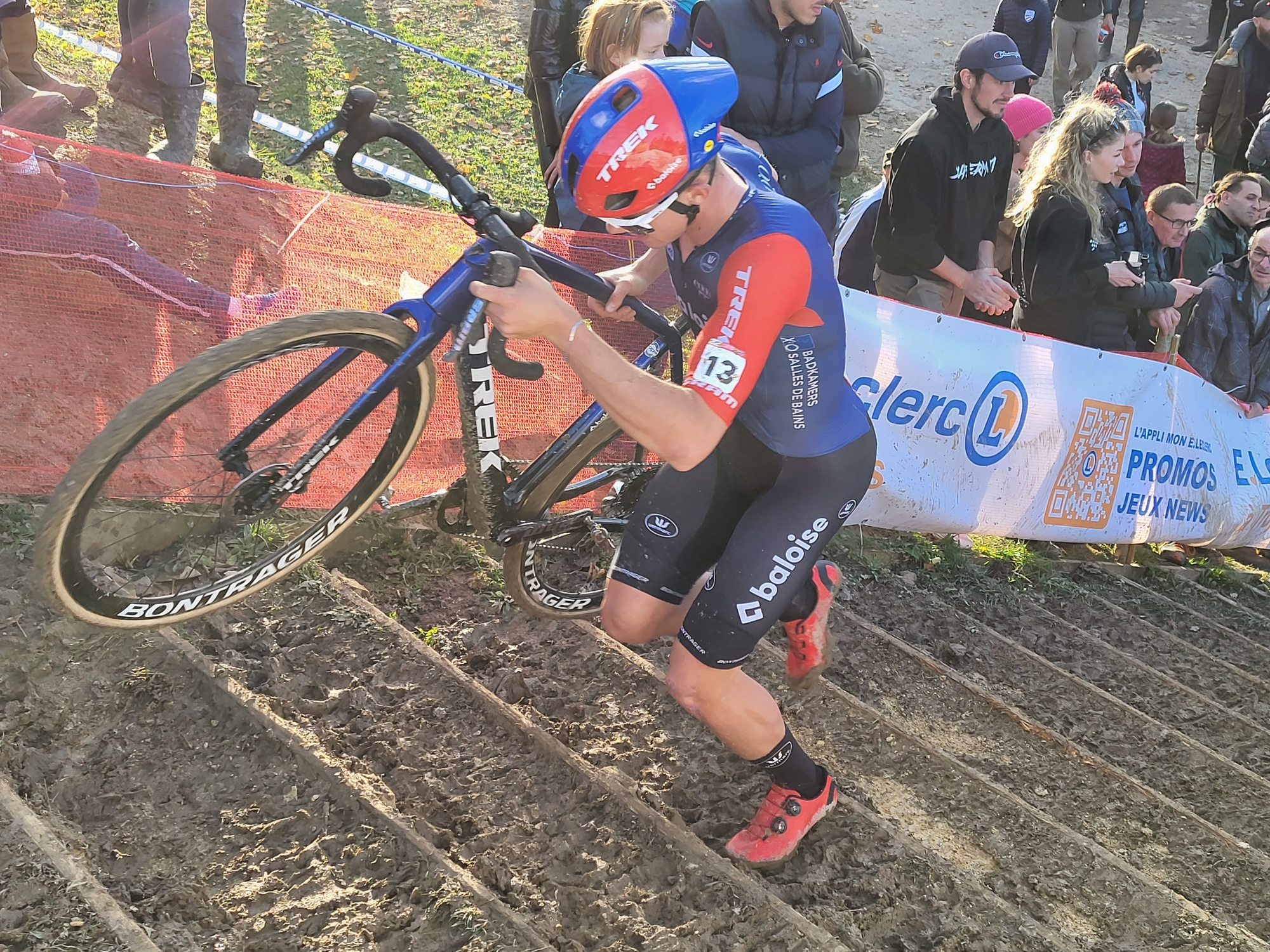
Ab der Saison 2023/2024 ging Thibau Nys im Cyclocross in der Eliteklasse an den Start

In der Cross-Saison 2022/2023 entschied Nys im Weltcup vier der fünf ausgetragenen Rennen sowie die Gesamtwertung der U23 für sich. Bei den UCI-Cyclocross-Weltmeisterschaften 2023 gewann er den Titel der U23.
Nachdem Nys in der Saison 2022 auf der Straße bereits als Stagiaire beim Team Trek-Segafredo eingesetzt worden war, erhielt er für die Saison 2023 einen Profivertrag bei diesem UCI WorldTeam. Der Gewinn des Grossen Preises des Kantons Aargau und der zweiten Etappe der Tour of Norway in der Saison 2023 waren seine beiden ersten Erfolge als Radprofi.
In der Cyclocross-Saison 2023/2024 ging Thibau Nys ausschließlich bei Rennen der Elite-Klasse an den Start und gewann mit dem Be-Mine Cross sein erstes Saisonrennen. Kurz darauf setzte er sich auch bei der ersten Station des UCI-Cyclocross-Weltcups in Waterloo durch. Weiters gewann er zu Beginn der Saison den Koppenbergcross. Mitte November stand er unfreiwillig im Mittelpunkt einer Kontroverse, als er ein Weltcup-Rennen ausließ zugunsten eines Superprestige-Rennens am Vortag. UCI-Präsident David Lappartient zeigte sich verärgert und deutete Reformen an, um solche Vorkommnisse für die Zukunft auszuschließen. Zum Saisonende wurde Nys Neunter bei den Cyclocross-Weltmeisterschaften im tschechischen Tábor.

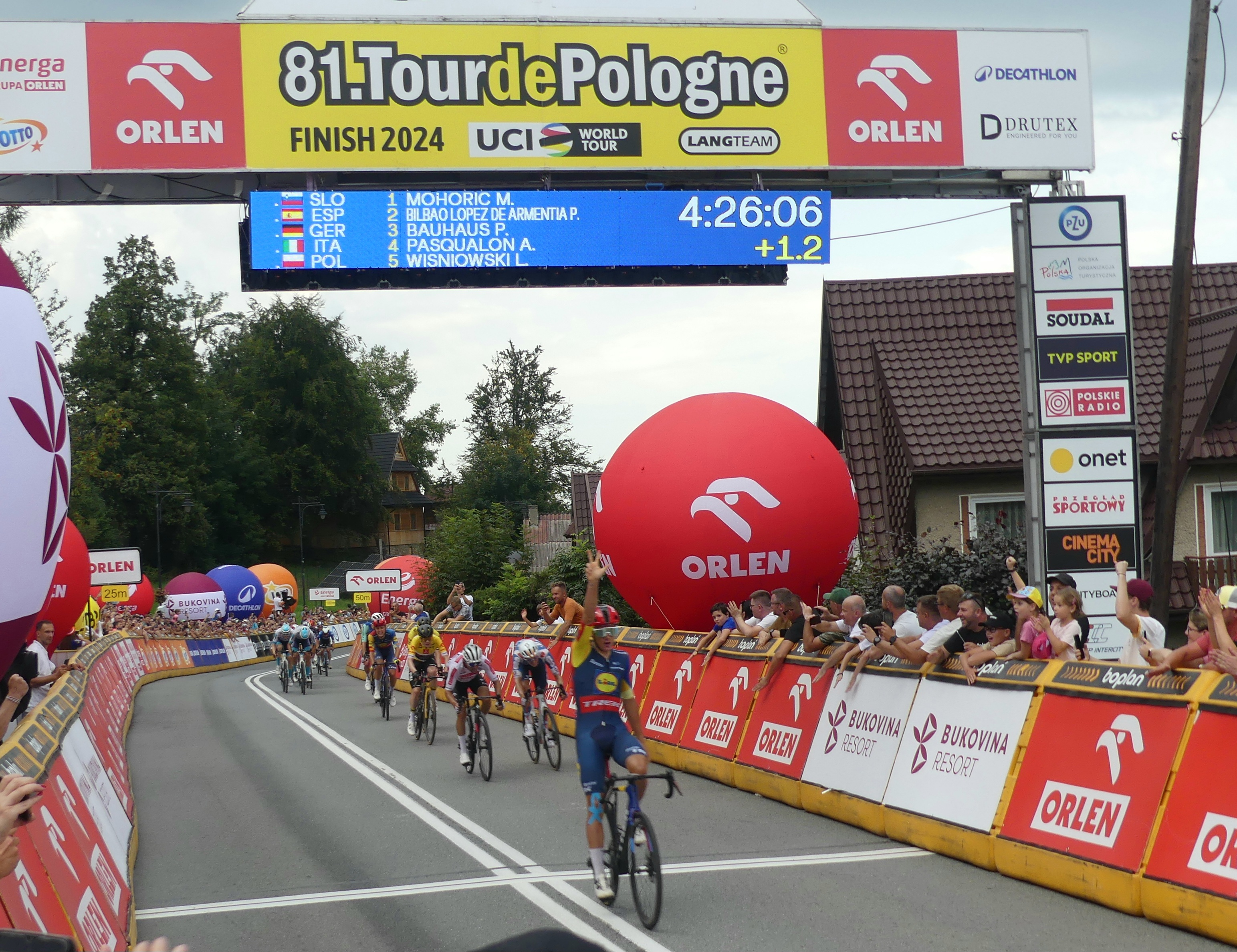
Bei der Polen-Rundfahrt 2024 gewinnt Thibau Nys drei Etappen

### Erfolge in der UCI WorldTour
Auf der Straße bestritt Nys erst Ende April mit der Tour de Romandie sein erstes Saisonrennen. Bei der Schweizer Rundfahrt gewann er die Bergankunft der 3. Etappe aus der Ausreißergruppe und feierte so seinen ersten Etappensieg in der UCI WorldTour. Kurz darauf feierte er mit zwei Etappensiegen bei der Ungarn-Rundfahrt seinen ersten Gesamtsieg bei einem Etappenrennen der UCI ProSeries. Ende Mai gewann er die Auftaktetappe der Tour of Norway, wobei er sich im kurzen Schlussanstieg mit seinem Teamkollegen Mathias Vacek von den restlichen Fahrern absetzte. Nachdem er auch bei der Tour de Suisse eine Etappe für sich entscheiden konnte, verpasste er als Vierter im Massensprint nur knapp eine Medaille bei den belgischen Meisterschaften. Am Ende der Saison ging Thibau Nys bei der Polen-Rundfahrt an den Start, wo er mit dem Gewinn drei kleinerer Bergankünfte drei weitere Erfolge auf der UCI WorldTour erringen konnte und für einen Tag das Trikot des Gesamtführenden trug.

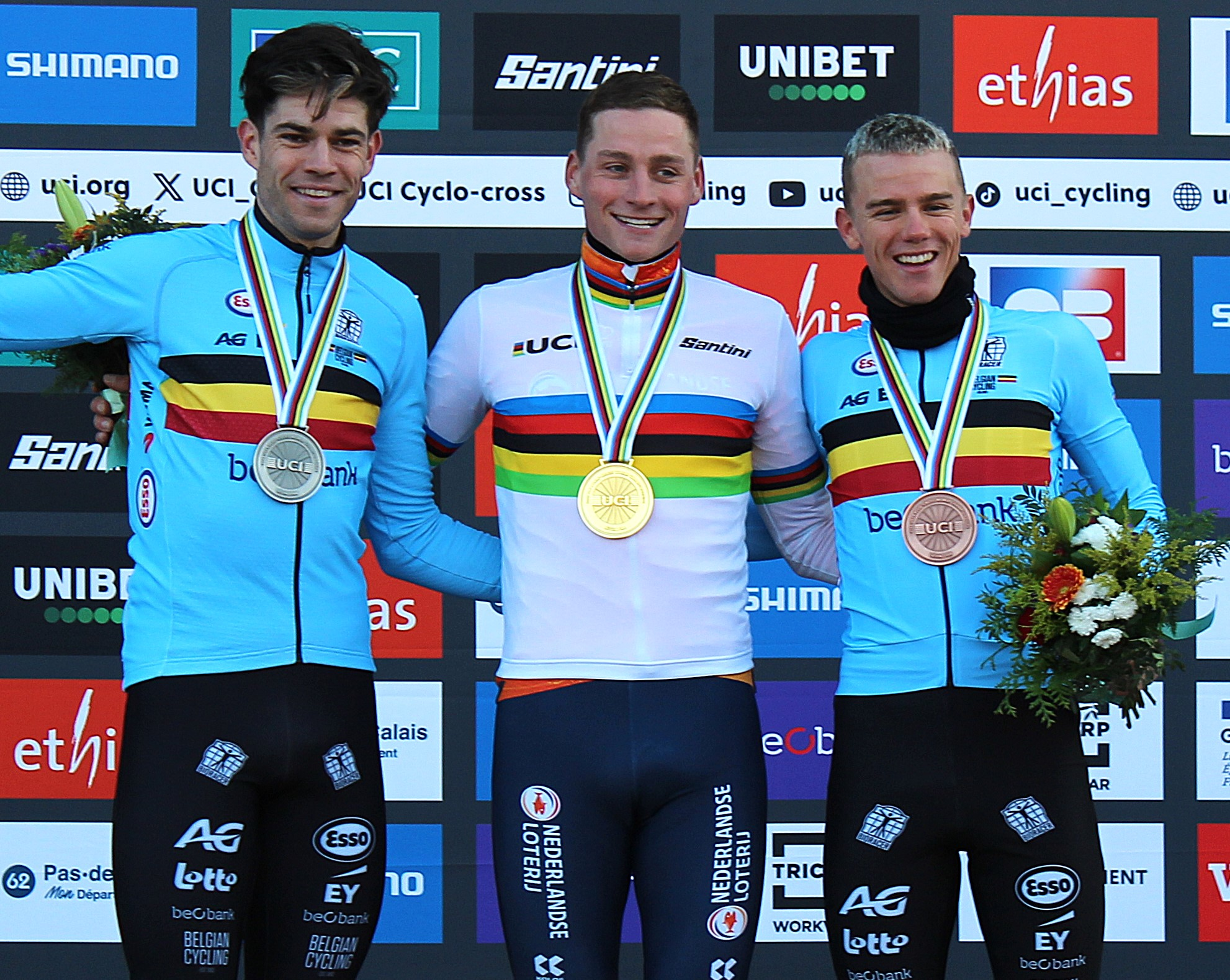
In Liévin wird Thibau Nys (rechts) hinter Mathieu van der Poel und Wout van Aert Dritter der Cyclocross-Weltmeisterschaft

Nachdem er seine Straßensaison bereits im August beendet hatte, stieg Nys mit Mitte Oktober in die Cyclocross-Saison ein. Bei seinem dritten Rennen setzte er sich in Overijse erstmals bei einem Bewerb der Superprestige-Serie durch, ehe er Anfang November im Alter von 21 Jahren Europameister im spanischen Ponferrada wurde. Im weiteren Saisonverlauf gewann er den Rapencross und wurde in Heusden-Zolder belgischer Cyclocross-Meister. Nachdem er das Weltcuprennen von Benidorm gewonnen hatte, holte Thibau Nys bei den Cyclocross-Weltmeisterschaften in Liévin hinter Mathieu van der Poel und Wout van Aert die Bronzemedaille.
Nach seiner bislang erfolgreichsten Cyclocross-Saison, stieg Thibau Nys erst am 5. April 2025 in die Straßensaison ein, wobei er den Gran Premio Miguel Induráin souverän gewann.

## Familie
Thibau Nys ist der Sohn von Sven Nys, der als der erfolgreichste Cyclocrossfahrer der Jahrtausendwende gilt.

## Erfolge

### Cyclocross
2018/2019
- Europameisterschaften (Junioren)
- ein Weltcup-Erfolg (Junioren)

2019/2020
- Weltmeister (Junioren)
- Europameister (Junioren)
- Belgischer Meister (Junioren)
- sechs Erfolge und Gesamtwertung UCI-Cyclocross-Weltcup (Junioren)

2021/2022
- Europameisterschaften (U23)
- Weltmeisterschaften (U23)

2022/2023
- Weltmeister (U23)
- Europameisterschaften (U23)
- vier Erfolge und Gesamtwertung UCI-Cyclocross-Weltcup (U23)

2023/2024
- UCI-Weltcup Waterloo
- X²O Trofee: Koppenbergcross

2024/2025
- Weltmeisterschaften
- Europameister
- Belgischer Meister
- Weltcup: Benidorm
- Superprestige: Overijse
- X²O Trofee: Lokeren

### Straße
2021
- Europameister – Straßenrennen (U23)

2022
- Gesamtwertung, eine Etappe und Nachwuchswertung Flèche du Sud

2023
- eine Etappe und Punktewertung Tour of Norway
- Grosser Preis des Kantons Aargau

2024
- eine Etappe Tour de Romandie
- Gesamtwertung, Punktewertung und zwei Etappen Ungarn-Rundfahrt
- eine Etappe Tour of Norway
- eine Etappe Tour de Suisse
- drei Etappen Polen-Rundfahrt

2025
- Gran Premio Miguel Induráin

## Grand Tour-Platzierungen
| Grand Tour            | 2025 |
| --------------------- | ---- |
| Giro d’ItaliaGiro     | –    |
| Tour de FranceTour    | 116  |
| Vuelta a EspañaVuelta | …    |